# Ingrid Flygare
Ingrid Maria Flygare, född 16 juli 1972, är en svensk illustratör och barnboksförfattare.
Flygare växte upp i Forshaga i Värmland. Hon avlade en bachelorexamen i Illustration på Academy of Art University i San Francisco 1997. Sedan dess har hon arbetat som illustratör och har bland annat skapat webbspel och illustrerat till bilderböcker, tidningar, reklam och läromedel. Hon har bland annat skrivit och illustrerat barnbokserien om hästen Pytte på Rabén & Sjögren. Flygare har även illustrerat flera böcker om Gösta Knutssons litterära figur Pelle Svanslös.